# Les Aventures d'une jeune négresse à la recherche de Dieu
Les Aventures d'une jeune négresse à la recherche de Dieu (et autres histoires) est un recueil de nouvelles écrites par George Bernard Shaw, publié à Londres par Constable and Company en 1932, traduit par Augustin et Henriette Hamon en 1933 aux éditions Montaigne. La nouvelle qui a donné son nom au recueil est une allégorie satirique relatant les expériences d'une jeune fille noire africaine, récemment convertie au christianisme, qui prend littéralement l'injonction biblique : « Cherchez et vous me trouverez » et tente de chercher et de parler à Dieu.

## Synopsis
La jeune fille pose de nombreuses questions à la missionnaire qui l'a convertie. Insatisfaite des incohérences qu'elle note entre les réponses, elle part ensuite errer dans la forêt, à la recherche de Dieu. Une par une, elle rencontre effectivement plusieurs versions de "Dieu" - de la divinité vengeresse des premiers livres de la Bible à la version philosophique du Livre de Job. Elle rencontre également deux versions de Jésus - un jeune homme aimable, mais sans charisme, et une autre version qui gagne sa vie en posant pour un artiste le représentant sur une croix. Mahomet et la vision musulmane de Dieu ne la convainquent pas mieux. Elle rencontre ensuite un comportementaliste athée (ressemblant beaucoup à Ivan Pavlov ) et un groupe d'intellectuels qui explique que les spéculations sur Dieu sont dépassées et que les mathématiques abstraites sont un meilleur objet de recherche. Elle s'en débarrasse tous, par la logique et occasionnellement par l'application judicieuse de sa knobkierrie. Finalement, elle rencontre un vieux monsieur qui la convainc de chercher Dieu en travaillant dans un jardin, comme Voltaire le suggérait dans Candide. Il finit par la persuader d'abandonner sa quête, de s'installer avec un rustre Irlandais roux et d'élever une famille "à la peau d'un charmant café-au-lait". Ce n'est qu'après que les enfants ont grandi et sont partis qu'elle reprend ses recherches, alors que "sa plus grande volonté alliée à ses connaissances la mènent bien au-delà du stade où il est amusant de briser des idoles". 

## Satire
La jeune fille noire, en tant que protagoniste, sert le même but que Christian dans Le Voyage du pèlerin de John Bunyan ou Candide chez Voltaire ; c'est-à-dire que sa propre vie "intérieure" ou "spirituelle" est représentée comme une série d'événements et de rencontres physiques. Le ton général de l'argumentation est agnostique : tout au long des rejets des "faux dieux" demeure une conviction implicite qu'il y a un vrai dieu à trouver. À la fin de l'œuvre, la fille, maintenant une vieille femme, reprend sa recherche plutôt que finalement l'abandonner. Elle peut également être perçue comme une figure féministe émergente, capable de se défendre tant physiquement qu'intellectuellement - bien qu’apparemment naïve, elle est capable de formuler des questions théologiques approfondies et d’exposer l'inanité des réponses reçues. Ses capacités intellectuelles et sa vitalité contrastent avec les personnages "blancs", en particulier l'insipide missionnaire qui l'a "convertie" au départ et son mari totalement non-intellectuel. Cette utilisation d'une personne supérieure, que les préjugés populaires assignent habituellement à un rôle inférieur tant en raison de son sexe que de sa couleur de peau, se retrouve dans le personnage de "La Négresse", qui joue un rôle prépondérant dans la troisième partie de Retour à Mathusalem, du même auteur.

## Réaction
Tant l’histoire que l’essai ont indigné le public religieux, ce qui a alimenté une demande qui a amené à cinq réimpressions.
Le ton irrévérencieux à l'égard de la religion des Aventures a causé de sérieuses frictions entre Shaw et l'abbesse de Stanbrook Laurentia McLachlan, avec qui il entretenait une amitié de longue date. Ces tensions furent pénibles à Shaw, bien qu'ils aient fini par se réconcilier.
Shaw n'a pas apaisé la situation en proposant des mariages interraciaux comme solution aux problèmes de racisme en Afrique du Sud. Cela a été considéré comme une plaisanterie de très mauvais goût en Grande-Bretagne et un blasphème dans l'Allemagne nazie. Le texte intégral de cette histoire est disponible en ligne.